# Caro (Michigan)
Caro település az Amerikai Egyesült Államok Michigan államában, Tuscola megyében, melynek megyeszékhelye is. Lakosainak száma 4328 fő (2020. április 1.).

## Népesség
A település népességének változása:

| 2010 | 4 229 |
| 2020 | 4 328 |